# Maestro de Artés

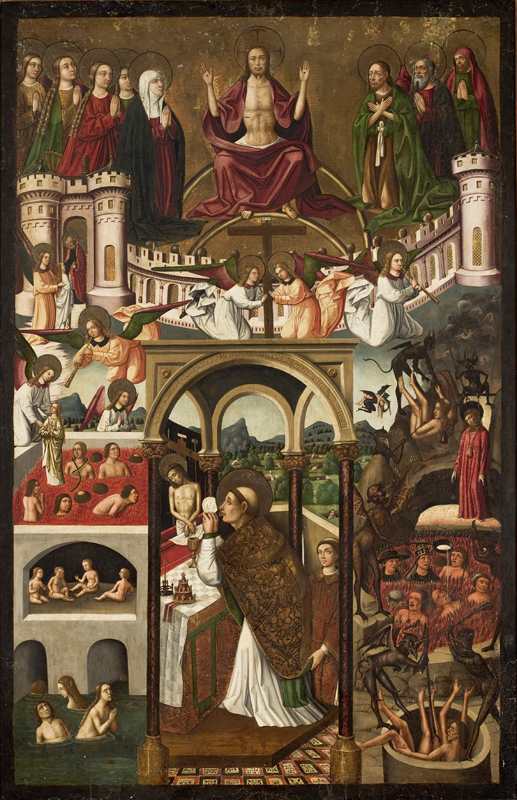
El Juicio Final y la Misa de San Gregório, 1500-1520 Retablo del Maestro de Artes inpi, en el Museo de Arte de São Paulo, São Paulo

Maestro de Artes, fue un pintor que puede identificarse con el valenciano Pere Cabanes, activo en Valencia, alrededor del siglo XV. Es considerado, en el contexto del renacimiento español, como uno de los articuladores de las culturas pictóricas flamenca, italiana y provenzal, las cuales sintetizó en un estilo de clave local, pero con notable imaginación erudita y agudo sentido cromático.
Su estilo, algo repetitivo en la elaboración de las fisonomías, que se repiten con pocas alteraciones de obra a obra. El corpus de obras del pintor fue solamente establecido en 1967, por Chanceler Post.
Son de su indubitada autoría: el San Francisco; la Crucifixión de los Santos Barnabé y Antonio, aún hoy en la Catedral de Valencia; el retablo del Juicio Final y la Misa de San Gregorio, hoy en el MASP; un segundo Juicio Final, y un Retablo de Almas con la misa de san Gregorio en el Museo de Bellas Artes de Valencia.
Es de esta última pieza, encomendada por la familia Artés para decorar la capilla de los cartujos de Porta Coeli, que deriva el nombre por el cual es actualmente conocido. La encomienda de los Artés, usualmente datada alrededor de 1512, suministra la única referencia cronológica de la actividad del artista. Además de las piezas citadas, son atribuidas al Maestro de la Familia Artes algunas obras en colecciones particulares de Valencia.